# حقل الفارد (الضالع)
حقل الفارد هي إحدى قرى الجمهورية اليمنية. تتبع جغرافيا لمحافظة الضالع و إداريًا لمديرية دمت. يبلغ تعداد سكانها 2032 نسمة حسب الإحصاء الذي أجري عام 2004.